# أيل أرقط
الأيل الأرقط أو المرقط (الاسم العلمي: Axis axis) يسكن في المناطق المشجرة من الهند والنيبال وسريلانكا وبنغلاديش وبأعداد أقل في باكستان. وهو أكثر أنواع الأيائل شيوعاً في الغابات الهندية. معدل ارتفاع الأكتاف في الذكور 90 سنتيمتر (35 بوصة) والطول الإجمالي للذكر 170 سنيمتر (67 بوصة) بما فيها طول الذيل ويبلغ 20 سنتيمتر (7.9 بوصة). الوزن النموذجي للذكر 30 - 75 كيلوغرام (66 - 165 رطل) وهي أكبر حجماً من الإناث البالغ وزنها 25 - 45 كيلوغرام (55 - 99 رطل)، تمتد دورة حياة الأيل الأرقط من 8 - 14 سنة.

## الوصف

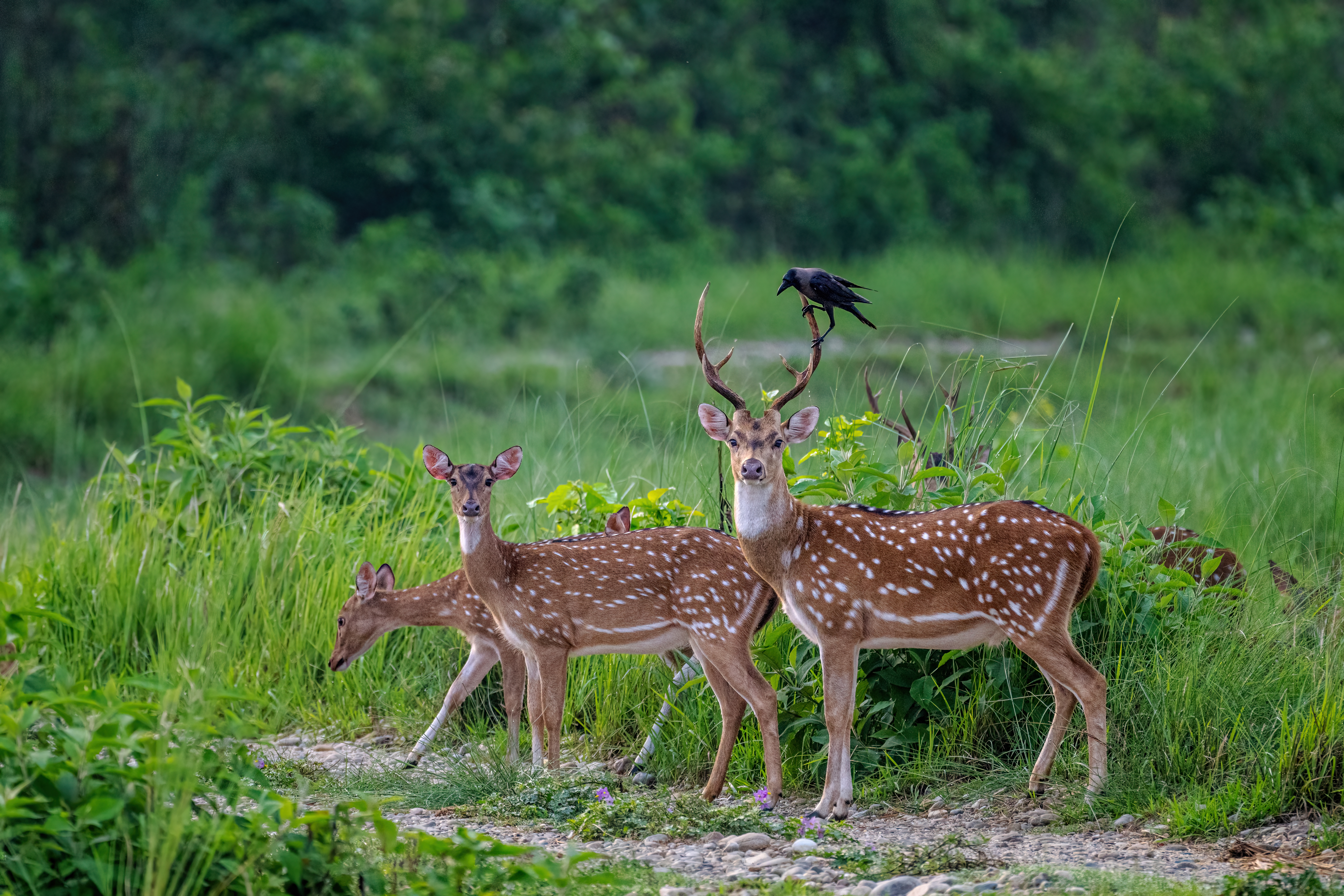
مجموعة أيائل رقطاء

الأيل الأرقط هو أيل متوسط الحجم. يصل طول الذكور إلى 90-100 سم والإناث 65-75 سم عند الكتف. يبلغ الطول مع الرأس والجسم حوالي 1.7 متر . يُراوح وزن الذكور غير الناضجة بين 30 و75 كغ ، وتزن الإناث أقل بوزن يراوح بين 25 و45 كغ. يمكن أن يصل وزن الأيائل الناضجة إلى 98-110 كغ. 
الذيل، بطول 20 سم يتميز بخط داكن يمتد على طوله. الذكور أكبر حجمًا من الإناث، والقرون موجودة عند الذكور فقط. 
الأجزاء الظهرية (العلوية) ذهبية إلى حمراء ومغطاة بالكامل ببقع بيضاء. البطن والردف والحلق ودواخل الساقين والأذنين والذيل كلها بيضاء.  يوجد شريط أسود واضح يمتد على طول العمود الفقري (عظم الظهر). 
يحتوي كل قرن على ثلاثة خطوط. شوكة الحاجب (الجزء الأول في قرن الوعل) تكون متعامدة تقريبًا مع العارضة (الساق المركزي لقرن الوعل).  القرون ثلاثية الشُعب ويبلغ طولها حوالي متر.  تتخلص من القرون سنوياً كما هو الحال في معظم أعناق الرقبة الأخرى. تظهر القرون كأنسجة رخوة (تُعرف باسم القرون المخملية) وتتصلب تدريجيًا إلى هياكل عظمية (تُعرف باسم القرون الصلبة) بعد تمعدن وانسداد الأوعية الدموية في الأنسجة، من الطرف إلى القاعدة.  
يُراوح قياس الحوافر بين 4.1 و 6.1 سم في الطول؛ حوافر الأرجل الأمامية أطول من حوافر الأرجل الخلفية. أصابع القدم تفتق إلى حد ما.  الناب اللبني يبلغ قرابة 1 سم، ويسقط قبل عمر السنة، ولكن لا يَستبدله بسن دائم كما هو الحال في أعناق الأسنان الأخرى.  بالمقارنة مع أيل الخنزير، فإن الأيل الأرقط لديه بنية تعطي سرعة أكبر. القرون وأسنان الحاجب أطول من تلك الموجودة في أيل الخنزير. تكون العنيقات (النوى العظمية التي تنشأ منها القرون) أقصر، والفقاعات السمعية أصغر في الأيل الأرقط.  قد يُخلط بينه وبين الأيل الأسمر بسبب التشابه، والعلامة المميزة للأيل الأرقط هو الشريط البني الداكن الذي يمتد على ظهره. 

## الموائل والتوزيع

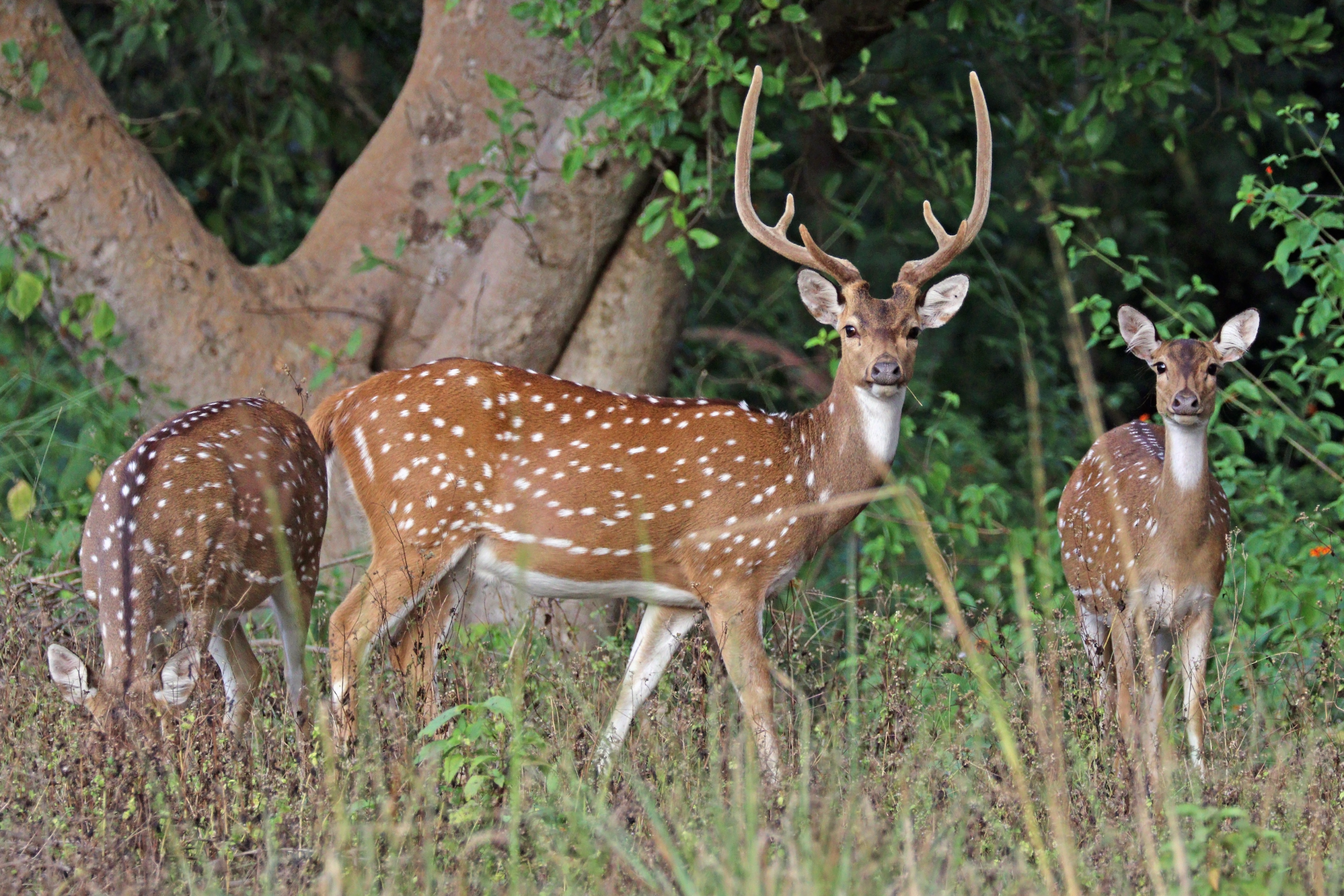
ذكر أيل أرقط في محمية كانها للببور في الهند

يُراوح نطاق الأيل الأرقط بين 8 و30 درجة شمالاً في الهند وعبر نيبال وبوتان وبنغلاديش وسريلانكا. الحد الغربي لنطاقها هو شرق راجستان وجوجارات . يقع الحد الشمالي على طول حزام تيراي عند سفوح جبال الهملايا ومن ولايتي أوتار براديش وأوتاراخند مروراً بنيبال وشمال البنغال الغربية وسيكيم ثم إلى ولاية آسام الغربية والوديان الحرجية في بوتان، والتي تقع تحت ارتفاع 1,100 متر. يقع الحد الشرقي لنطاقها عبر ولاية آسام الغربية   إلى منطقة سونداربانس في ولاية البنغال الغربية وبنغلاديش. جزر أندامان ونيكوبار وسريلانكا هي الحدود الجنوبية.  يوجد بشكل متقطع في مناطق الغابات في مختلف أنحاء شبه الجزيرة الهندية.  داخل بنغلاديش، لا يوجد حالياً إلا في سونداربانس وبعض المتنزهات الواقعة حول خليج البنغال، حيث انقرضت في وسط وشمال شرق البلاد.

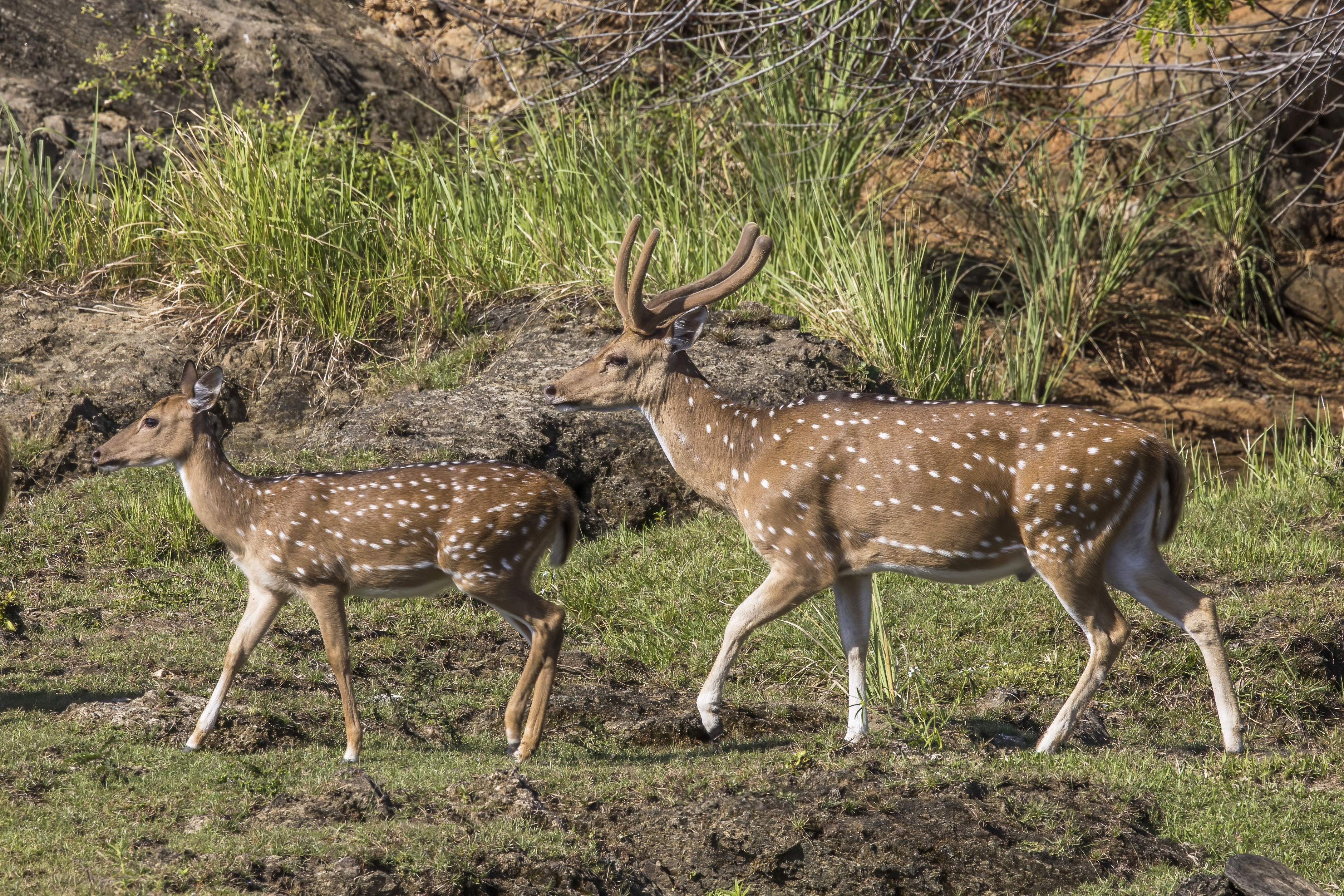
أيل أرقط سريلانكي

### الولايات المتحدة
في ستينيات القرن التاسع عشر، أُدخِل الأيل الأرقط إلى جزيرة مولوكاي في هاواي كهدية من هونغ كونغ إلى ملك هاواي كاميهاميها الخامس. أُدخل إلى لاناي ‏ ، وهي إحدى جزر هاواي، وسرعان ما أصبح متواجداً بكثرة في كلتا الجزيرتين. أُدخلت الأيائل إلى جزيرة ماوي في الخمسينيات من القرن الماضي لزيادة فرص الصيد. نظرًا لعدم وجود حيوانات مفترسة طبيعية في جزر هاواي، فإن أعدادها تنمو بنسبة 20 إلى 30٪ كل عام، مما يتسبب في أضرار جسيمة للزراعة والمناطق الطبيعية. 
خُطط لإطلاقهم في جزيرة هاواي أيضاً ولكن ذلك لم يكتمل بسبب ضغوط من العلماء بسبب الأضرار التي لحقت بالمناظر الطبيعية بسبب الأيائل في الجزر الأخرى. في عام 2012، رُصدت الأيائل في جزيرة هاواي؛ ويعتقد مسؤولو الحياة البرية أن الناس نقلوا الأيائل بطائرة هليكوبتر ونقلوها بالقوارب إلى الجزيرة. في أغسطس 2012، اعترف طيار مروحية بأنه نقل أربع أيائل من ماوي إلى هاواي.  يحظر قانون هاواي الآن "الحيازة المتعمدة أو النقل بين الجزر أو إطلاق سراح الأيائل البرية أو الوحشية". 
في عام 1932، أُدخِل إلى ولاية تكساس. في عام 1988، عُثِر على قطعان مكتفية ذاتياً في 27 مقاطعة تقع في وسط وجنوب تكساس. كما تنتشر بكثافة في هضبة إدواردز. 

### أستراليا
كان الأيل الأرقط أول نوع من الأيائل أُدخِلت إلى أستراليا في أوائل القرن التاسع عشر بواسطة جون هاريس، الذي عمل كجراح في فيلق نيو ساوث ويلز، وكان لديه حوالي 400 منهم ضمن ممتلكاته بحلول سنة 1813. لم تتمكن هذه الحيوانات من البقاء على قيد الحياة، ويقتصر النطاق الأساسي للأيل الأرقط الآن على عدد قليل منهم. ويعتقد أن المتبقي منهم منشأهم سريلانكا أو ربما بعضهم من الهند.  

### كرواتيا
أُدخِلت الأيل الأرقط من مصدر غير معروف إلى جزر بريوني في سنة 1911. وهم يعيشون أيضاً في جزيرة راب ‏. بلغ عدد سكان الجزر حوالي 200 فرد اعتباراً من عام 2010. ولم تنجح محاولات الصيادين لإدخال هذا النوع إلى البر الرئيسي لكرواتيا.

### السلوك والبيئة
ينشط الغزال الأرقط طوال اليوم. وفي الصيف يفضل قضاء وقت الراحة تحت الظل وتجنب وهج الشمس إذا وصلت درجة الحرارة إلى 27 درجة مئوية ؛ يصل النشاط إلى ذروته مع اقتراب الغسق. مع برودة الأيام، يبدأ البحث عن الطعام قبل شروق الشمس ويبلغ ذروته في الصباح الباكر. يتباطأ النشاط في منتصف النهار، عندما تستريح الحيوانات أو تتسكع ببطء. يبدأ البحث عن الطعام في وقت متأخر بعد الظهر ويستمر حتى منتصف الليل. ينامون قبل ساعات قليلة من شروق الشمس، عادة في الغابة التي تكون أكثر برودة من الفسحات.  تتحرك هذه الأيائل عادةً في صف واحد على مسارات محددة، بمسافة تُراوح بين ضعفين إلى ثلاثة أضعاف عرضها فيما بينها، عندما تكون في رحلة، عادةً بحثًا عن مصادر الغذاء والماء.  أظهرت دراسة أجريت في منتزه غير الوطني (غوجارات ، الهند) أنها تقوم بالسفر في الصيف أكثر من أي فصل آخر. 
عندما يتفحص محيطه بحذر، يقف بلا حراك ويستمع باهتمام شديد، في مواجهة الخطر المحتمل، إن وجد. وقد يتبنى هذا الموقف الأفرادُ القريبون أيضًا. كإجراء مضاد للحيوانات المفترسة، يفر في مجموعات (على عكس الأيائل الخنزيرية التي تتفرق عند الإنذار)؛ غالبًا ما يتبع المطاردات السريعة الاختباء في الشجيرات الكثيفة. خلال الركض يكون الذيل مرفوعاً مما يفضح الأجزاء السفلية البيضاء. يستطيع القفز وإزالة الحواجز بارتفاع يصل إلى 1.5 متر لكنه يفضل الغوص تحتها. 
كحيوان اجتماعي، يشكل قطعان أمومية تضم أنثى بالغة ونسلها من العام السابق والحالي، والتي قد ترتبط بأفراد من أي عمر ومن كلا الجنسين، وقطعان الذكور، وقطعان الأحداث والأمهات.   تعتبر القطعان الصغيرة شائعة، على الرغم من ملاحظة مجموعات تصل إلى 100 فرد.  المجموعات فضفاضة وتتفكك بشكل متكرر، باستثناء القطيع الصغير والأم.  عادة ما يصل عدد القطيع في تكساس إلى 15 فرد؛  يمكن أن تضم القطعان من خمسة إلى 40 فرداً في الهند.   أظهرت الدراسات التي أجريت على تلال نالامالا ( أندرا براديش ، الهند) وغاتس الغربية (الساحل الغربي للهند) تبايناً موسمياً في نسبة جنس القطعان؛ ويعزى ذلك إلى ميل الإناث إلى عزل أنفسهن قبل الولادة. وبالمثل، فإن الذكور المتشعبة تترك قطعانها أثناء موسم التزاوج، مما يؤدي إلى تغيير تكوين القطيع.  تكون القطعان الكبيرة أكثر شيوعًا في الرياح الموسمية، حيث يُلاحظ البحث عن الطعام في الأراضي العشبية. 
تشمل الحيوانات المفترسة للتشيتال كل من الذئاب الهندية ، والنمور ، والأسود الآسيوية ، والفهود ، والثعابين ، والدول ، والتماسيح . وتستهدف الإناث والصغار من قبل قطط الصيد وقطط الغابة والثعالب وابن آوى الذهبي والنسور.  

## حالة الحفظ
أُدرِج الأيل الأرقط في القائمة الحمراء للاتحاد الدولي للحفاظ على الطبيعة باعتباره نوع غير مهدد لعدم وجود تهديدات واسعة النطاق خاصة مع توافر عدد كبير يعيشيون في المناطق المحمية. ومع ذلك فإن الكثافة السكانية في العديد من الأماكن أقل من القدرة الاستيعابية البيئية في بسبب الصيد والتنافس مع الماشية المحلية. تسبب صيد لحوم الأيائل في انخفاض كبير وانقراض على مستويات محلية. هذا النوع من الأيائل محمي بموجب الجدول الثالث من قانون حماية الحياة البرية الهندي لسنة 1972  وبموجب قانون الحفاظ على الحياة البرية (المعدل) لسنة 1974 في بنغلاديش.
أُدخِل الأيل الأرقط إلى جزر أندامان والأرجنتين وأستراليا والبرازيل وتشيلي والمكسيك وباراجواي وأوروغواي وألاباما وشاطئ بوينت رييس الوطني في كاليفورنيا وفلوريدا وهاواي وميسيسيبي وتكساس في الولايات المتحدة ، ونهر فيليكي بريجن . جزيرة في أرخبيل بريوني في شبه جزيرة استريا في كرواتيا. 
اعتبارًا من 2 أغسطس 2022، أضاف الاتحاد الأوروبي الأيل الأرقط إلى قائمة الأنواع المجتاحة وحظر استيرادها إلى الاتحاد الأوروبي. 

## صور

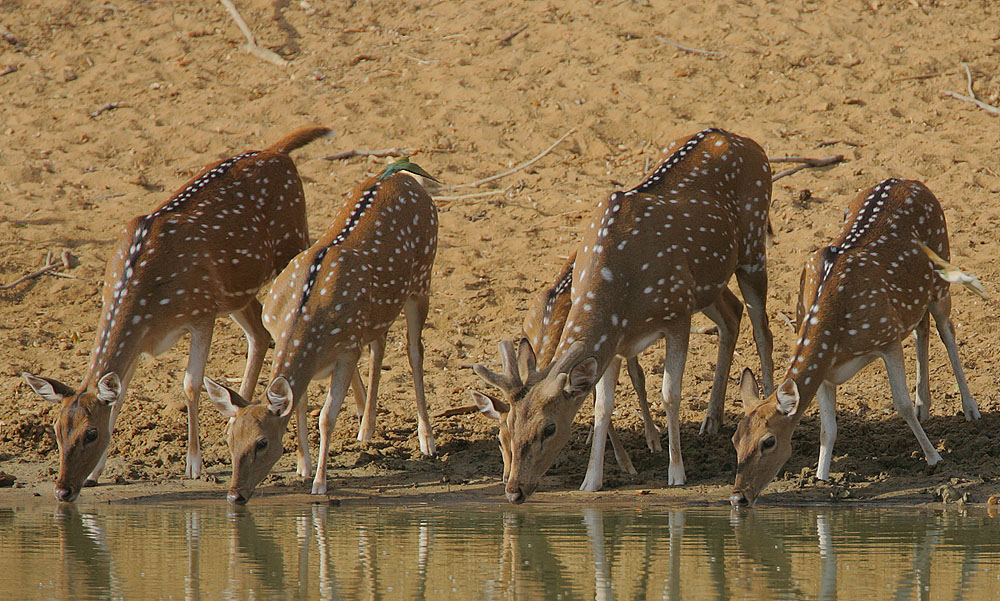
أيائل رقطاء تشرب
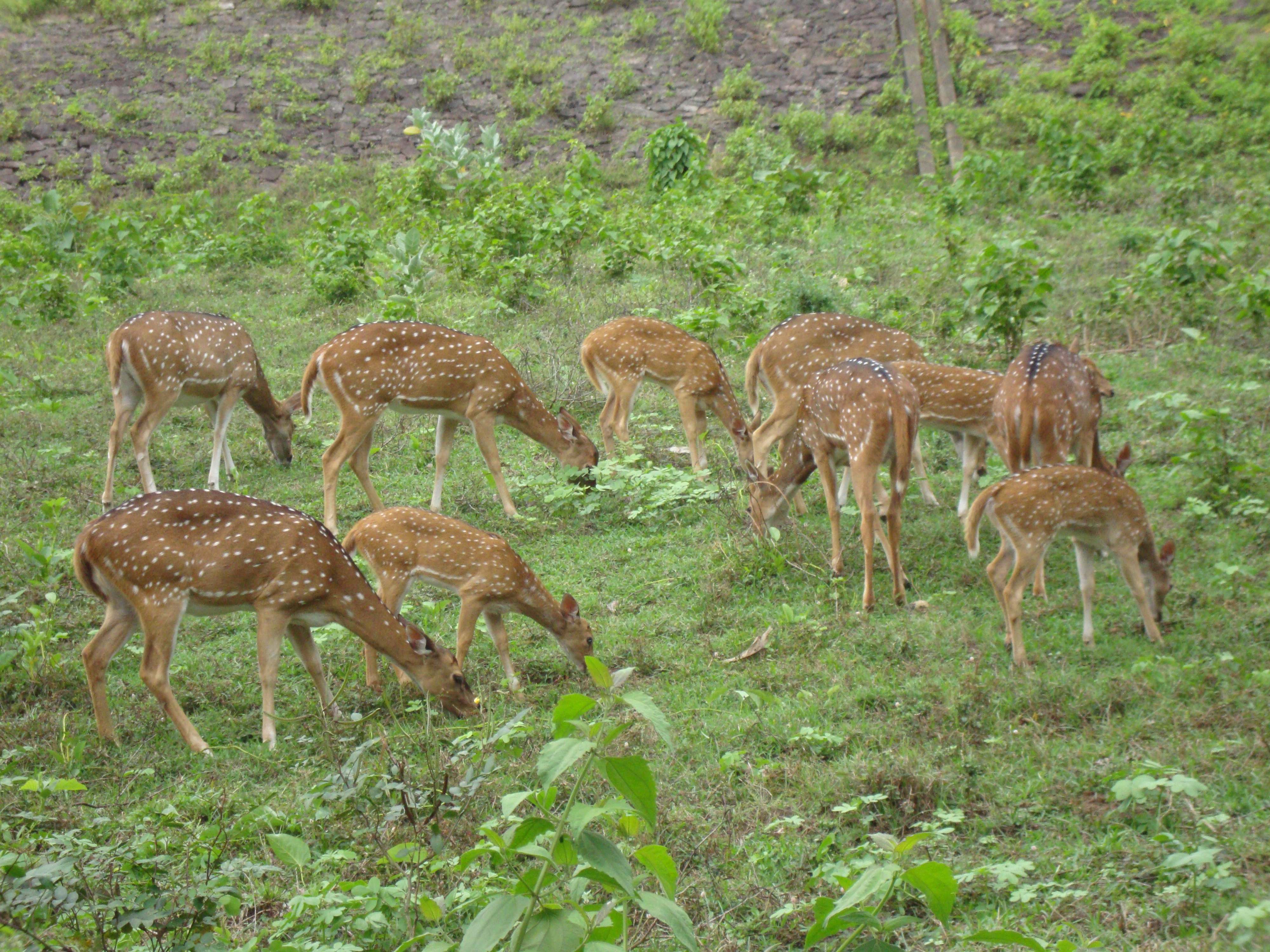
أيائل رقطاء تأكل الأعشاب
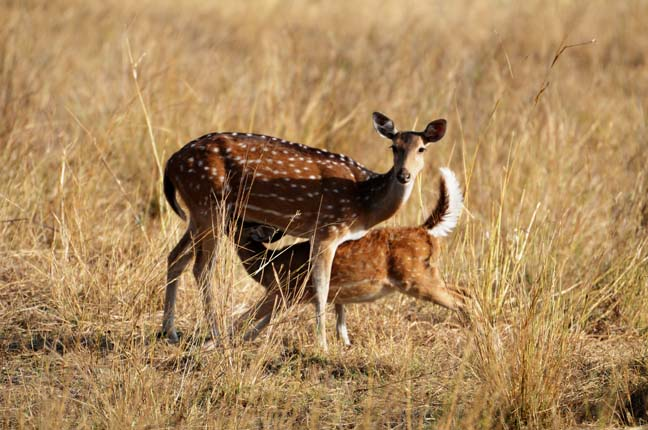
أنثى أيل أرقط ترضع صغيرها
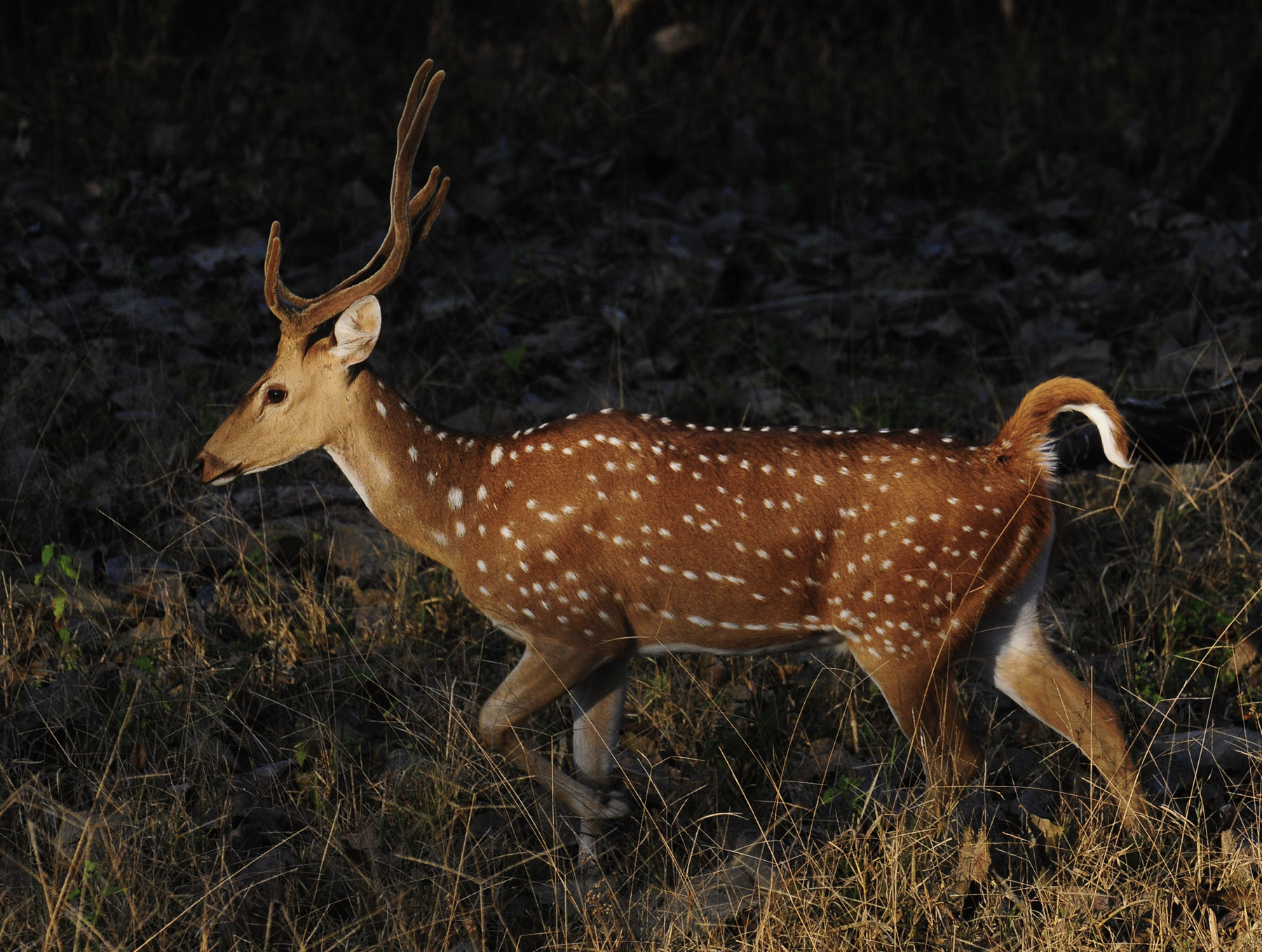
ذكر أيل أرقط في متنزه نَغَرهول الوطني في الهند